# David Marciano (szachista)
David Marciano (ur. 4 lipca 1969 w Tuluzie) – francuski szachista, reprezentant Monako od 2014, arcymistrz od 1998 roku.

## Kariera szachowa
Wielokrotnie uczestniczył w finałach indywidualnych mistrzostw Francji, najlepszy wynik uzyskując w roku 1999 w Besançon, gdzie zdobył srebrny medal, przegrywając z Étienne'em Bacrotem w finale turnieju rozegranego systemem pucharowym. W tym samym roku reprezentował swój kraj w drużynowych mistrzostwach Europy w Batumi, natomiast rok wcześniej - na szachowej olimpiadzie w Eliście. Poza tym, w 1993 r. wraz z zespołem francuskim zdobył brązowy medal na drużynowych młodzieżowych (do lat 26) mistrzostwach świata w Paranagui. W latach 1994 i 1996 dwukrotnie zdobył tytuł mistrza Francji w szachach szybkich.
Sukcesy Davida Marciano w turniejach międzynarodowych:
- Karlsruhe 1991 (I m. przed m.in. Henrikiem Teske i Jeanem-Lukiem Chabanonem),
- Montpellier 1991 (dz. III m. za Peterem Lukacsem i Emmanuelem Bricardem, wraz z Davidem Garcią Ilundainem),
- Clichy 1995 (dz. II m. za Manuelem Apicellą, wraz z Władysławem Tkaczewem i Nebojsą Nikceviciem),
- Tuluza 1996 (I m. przed m.in. Glennem Flearem),
- Šabac 1998 (międzynarodowe mistrzostwa Serbii, dz. II m. za Dejanem Anticiem),
- Cannes 2000 (dz. III m. za Murtasem Każgalejewem i Christianem Bauerem, wraz z m.in. Aleksandrem Delczewem, Hristosem Banikasem i Joanisem Nikolaidisem).

Najwyższy ranking w karierze osiągnął 1 lipca 1999 r., z wynikiem 2529 punktów zajmował wówczas 8. miejsce wśród francuskich szachistów. Od 2002 r. w turniejach klasyfikowanych przez Międzynarodową Federację Szachową startuje bardzo rzadko.